# Cassandra Harris
Cassandra Harris (* 15. Dezember 1948 in Sydney, Australien; † 28. Dezember 1991 in Los Angeles, Kalifornien, Vereinigte Staaten) war eine australische Filmschauspielerin.

## Leben
Cassandra Harris wurde als Sandra Colleen Waites in Australien geboren. In erster Ehe war sie mit Dermot Harris, dem jüngeren Bruder von Richard Harris verheiratet, mit dem sie zwei Kinder hatte. Im Jahr 1980 heiratete sie Pierce Brosnan. Mit Brosnan hatte sie ein weiteres Kind, den Schauspieler Sean Brosnan (* 1983).
Cassandra Harris war als Schauspielerin unter anderem im James-Bond-Film In tödlicher Mission zu sehen und spielte später in vier Episoden der Fernsehserie Remington Steele an der Seite ihres Ehemannes, der in der Serie die Titelfigur verkörperte. Ende 1991 starb Harris an Eierstockkrebs im Alter von 43 Jahren. Pierce Brosnan engagiert sich seitdem für die Krebsforschung und gründete zu diesem Zweck eine eigene Stiftung. Cassandra Harris’ Tochter Charlotte aus erster Ehe starb 2013, im Alter von 41 Jahren, ebenfalls an Eierstockkrebs.

## Filmografie
- 1976: Mondbasis Alpha 1 (Space, Fernsehserie, eine Folge)
- 1978: Der große Grieche (The Greek Tycoon)
- 1978: Shadows (Fernsehserie, eine Folge)
- 1979: Dick Barton: Special Agent (Fernsehserie, vier Folgen)
- 1980: Enemy at the Door (Fernsehserie, eine Folge)
- 1980: Der Löwe zeigt die Krallen (Rough Cut)
- 1981: James Bond 007 – In tödlicher Mission (For Your Eyes Only)
- 1982–1985: Remington Steele (Fernsehserie, vier Folgen)